# Protosyneora sordida
Protosyneora sordida är en fjärilsart som beskrevs av Goldfinch 1944. Protosyneora sordida ingår i släktet Protosyneora och familjen mätare. Inga underarter finns listade i Catalogue of Life.